# Koritnica (Sopota)
Koritnica  je potok, ki sodi v porečje reke Sopota. Ta se pri Radečah kot desni pritok izliva v reko Savo. 